# Tachychlora
Tachychlora es un género de polillas de la familia Geometridae. Fue erigido por el entomólogo británico Louis Beethoven Prout en 1912. Se encuentra distribuido en Brasil y otros países del Neotrópico.

## Descripción
Los palpos en ambos sexos son de moderado tamaño, con la segunda articulación fuertemente escamosa. Las antenas cuentan con un penacho de escamas en la base, bipectinadas en la base hasta más allá de la mitad en ambos sexos, mientras que el extremo apical está muy brevemente ciliado.

### Alas
Las alas anteriores cuentan con la costa ligeramente arqueada, el ápice agudo, el termen casi recto, la vena DC incurvada. La vena subcostal a nivel de la base del ala es libre. La vena R1 es pedunculada, M1 connado o aproximado.: Notas 1  EL ala posterior cuenta con la costa bastante corta, los demás márgenes largos y bastante rectos, el ápice del ala es moderado, redondeado. La vena SC pedunculada, M1 pedunculado.: Notas 1 

### Géneros similares
Está emparentada con el género Rhodochlora, con el que tiene cierta concordancia en la coloración y la atrofia parcial de los espolones medios. Está más estrechamente relacionada, tanto en forma como en estructura, con el género Tachyphyle, difiriendo apenas entre sí, como por ejemplo, en la presencia del frenillo Q. Tachyphyle a menudo tiene la antena no pectinada. El ala anterior también tiende a adoptar la forma falcada de Tachyphyle. El ala posterior es similar a la del género Pyrochlora. Se diferencia de Pyrochlora además en que tiene la cara más ancha y lisa, casi siempre blanca, la tibia posterior no se ve dilatada, y en ambos sexos los espolones proximales en Tachychlora son extremadamente cortos o inexistentes, y los espolones terminales son extremadamente desiguales: el interno es muy largo y el externo bastante corto.
En la mayoría de las especies de la subfamilia Geometrinae, los espolones tibiales de cada par tienen longitudes diferentes. La especie Tachychlora amilletes, por su parte, se distingue por tener espolones de igual longitud.

## Especies
Algunas de las especies incluidas en este género son:
- Tachychlora amilletes Prout, 1932
- Tachychlora baeogonia Prout, 1932
- Tachychlora clita Prout, 1932
- Tachychlora explicata Prout, 1932
- Tachychlora flavicoma (Warren, 1906)
- Tachychlora flavidisca (Warren, 1904)
- Tachychlora flora E. D. Jones, 1921
- Tachychlora insignis (Stannius, 1831)
- Tachychlora intrapunctata Prout, 1932
- Tachychlora lepidaria (Möschler, 1882)
- Tachychlora phaeozona Prout, 1932
- Tachychlora prasia Prout, 1916
- Tachychlora pretiosa Thierry-Mieg
- Tachychlora silena Schaus, 1901
- Tachychlora subscripta (Warren, 1897)
- Tachychlora uricha (Kaye, 1901)